# Teatro Circo Atanasio Díe Marín
El Teatro Circo Atanasio Díe Marín es un teatro situado en la plaza del Poeta Sansano s/n de Orihuela (Alicante) Comunidad Valenciana, de estilo modernista valenciano e inaugurado en 1908. Declarado bien de relevancia local con el código 03.099-9999-000012, en junio de 1998

## Historia
El Teatro Circo tras su traslado de Alicante a Orihuela, inició su actividad a principios de 1907, siendo inaugurado el edificio definitivamente el 25 de abril de 1908. La instalación eléctrica fue llevada a cabo por el célebre Isaac Peral y en 1929 se iniciaron las obras para dotarlo de un proyector cinematográfico.
El edificio del Teatro Circo es uno de los pocos ejemplares de la tipología de Teatro Circo Francés que quedan en Europa. Tras un largo periodo en el que cesó su actividad y fue abandonado, se restauró en la década de 1990, por el oriolano Antonio Canales Fernández y el bigastreño Clemente Ortiz, y fue inaugurado oficialmente el 6 de noviembre de 1995 por Su Majestad la Reina Sofía.

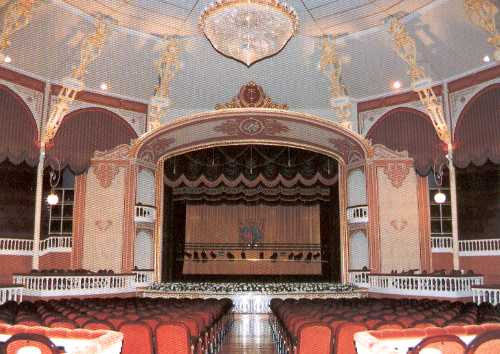
Interior del Teatro Circo

En su interior hay un museo dedicado al barítono oriolano Pedro Terol. Tiene la catalogación de bien de interés cultural.
El 10 de febrero de 2017, el Ayuntamiento de Orihuela aprobó por unanimidad cambiar la denominación de Teatro Circo por Teatro Circo Atanasio Die, en honor al dramaturgo y escritor local Atanasio Die, fallecido unos días antes.
Cuenta con el siguiente aforo:
- Patio de butacas: 294
- Palcos: 24
- Principal: 312
- Minusválidos:12
- Anfiteatro: 321
- Presidencia:24
- Total: 981